# Luca Zingaretti
Luca Zingaretti (prononcé : [ˈluːka dziŋɡaˈretti]), né le 11 novembre 1961 à Rome, est un acteur italien de théâtre, de télévision et de cinéma.

## Biographie
Luca Zingaretti est le frère aîné de l'homme politique Nicola Zingaretti, ancien président de la province de Rome, et ancien président du Latium. Après le bac, il entre à l'Académie nationale d'art dramatique Silvio D'Amico dans laquelle il est diplômé en 1984. Parmi ses professeurs se trouve l'écrivain Andrea Camilleri qu'il rencontrera plus tard lorsqu'il interprétera le rôle du commissaire Montalbano créé par l'auteur sicilien.
Il débute dans les années 1980 au théâtre avec Luca Ronconi. En particulier, on notera ses rôles dans Les trois sœurs, Tito Andronico et Bent.
En 1987, il fait ses débuts au cinéma avec Gli occhiali d'oro, film réalisé par Giuliano Montaldo et, en 1990, à la télévision avec Il giudice istruttore, réalisé par Florestano Vancini et Gianluigi Calderone. C'est avec le film de Marco Risi en 1994, Il branco, dans lequel il interprète le féroce Ottorino, qu'il est révélé au grand public. 
Le succès arrive avec le commissaire Montalbano, une série de films TV fondée sur les romans très célèbres de Andrea Camilleri, tout d'abord sur Rai Due puis sur Rai Uno. Dans cette série, entre 1999 et 2006, il a tourné 14 films TV.
Après le succès national de la série, il devient un des acteurs les plus demandés d'Italie et tourne beaucoup pour le cinéma : Prima dammi un bacio (2003), réalisé par Ambrogio Lo Giudice, I giorni dell'abbandono (2005), réalisé par Roberto Faenza, Tutte le donne della mia vita (2007), réalisé par Simona Izzo, mais aussi pour la télévision dans les films suivants : Perlasca. Un eroe italiano (2002), œuvre inspirée par l'histoire de Giorgio Perlasca, homme d'affaires devenu Juste parmi les nations, Doppio agguato (2003), Cefalonia (2005).
En 2008 sont tournés 4 films TV du commissaire Montalbano et il joue également au théâtre La Sirena, d'après un texte de Giuseppe Tomasi di Lampedusa.
Depuis 2005, il est le compagnon de l'actrice Luisa Ranieri ; ils ont deux filles, Emma, née en 2011 et Bianca née en 2015.
Il maîtrise bien l’anglais et le français dans certains films.

## Théâtre
- La Sirena, adapté de Lighea de Giuseppe Tomasi di Lampedusa, joué et adapté par Luca Zingaretti
- Santa Giovanna de George Bernard Shaw, réalisé par Luca Ronconi
- Le due commedee in commedea de G.B. Andreini, réalisé par Luca Ronconi
- Bent de M. Shermann, réalisé par Marco Mattolini
- Les Estivants et La Mère de Maxime Gorki, réalisé par Sandro Sequi
- Come gocce su pietre roventi de Rainer Werner Fassbinder, réalisé par Marco Mattolini
- The Fairy Queen de H. Purcell, réalisé par Luca Ronconi
- Le tre sorelle d'Anton Tchekhov, réalisé par Luca Ronconi
- Assassinio nella cattedrale de T. S. Eliot, réalisé par Franco Branciaroli
- Tito Andronico de William Shakespeare, réalisé par Peter Stein
- Gli ultimi giorni dell'umanità de Karl Kraus, réalisé par Luca Ronconi
- La Folle de Chaillot de Jean Giraudoux, réalisé par Luca Ronconi
- Crimini del cuore de Betti Henley, réalisé par Nanni Loy
- Partage de midi de Paul Claudel, réalisé par Franco Però
- Trompe-l'œil de Cagnoni, Camilli, Martelli, réalisé par Federico Cagnoni
- Maratona de New York de Edoardo Erba, réalisé par Edoardo Erba
- Prigionieri de guerra de R. Ackerley, réalisé par Luca Zingaretti e Fabio Ferrari
- Line de Israel Horowitz, réalisé par Piero Maccarinelli
- Cannibal de R. Crowe e R. Zaijdlic, réalisé par Patrick Rossi Gastalde
- Separazione de Tom Kempinski, réalisé par Patrick Rossi Gastalde
- Tre alberghi, réalisé par Toni Bertorelli

## Filmographie

### Cinéma
- 1987 : Les Lunettes d'or (Gli occhiali d'oro) de Giuliano Montaldo
- 1993 : E quando lei morì fu lutto nazionale de Lucio Gaudino
- 1993 : Abissinia de Francesco Martinotti
- 1994 : Il branco de Marco Risi
- 1994 : Maratona de New York de Marina Spada
- 1994 : Senza pelle d'Alessandro D'Alatri
- 1995 : Castle Freak de Stuart Gordon
- 1995 : L'anno prossimo vado a letto alle dieci d'Angelo Orlando
- 1996 : Vite strozzate de Ricky Tognazzi
- 1997 : I colori del diavolo d'Alain Jessua
- 1997 : Artemisia d'Agnès Merlet
- 1998 : Rewind de Sergio Gobbi
- 1998 : Tu ride des frères Taviani
- 1999 : L'anniversario de Mario Orfini
- 1999 : Oltremare - Non è l'America de Nello Correale
- 2000 : Sei come sei de divers réalisateurs
- 2000 : Il furto del tesoro d'Alberto Sironi
- 2002 : Texas '46 de Giorgio Serafini
- 2003 : Prima dammi un bacio d'Ambrogio Lo Giudece
- 2005 : Alla luce del sole de Roberto Faenza
- 2005 : I giorni dell'abbandono, réalisé par Roberto Faenza
- 2006 : Non prendere impegni stasera de Gianluca Maria Tavarelli
- 2006 : A casa nostra de Francesca Comencini
- 2007 : Mon frère est fils unique de Daniele Luchetti
- 2007 : Tutte le donne della mia vita de Simona Izzo
- 2008 : Amici miei '400 de Neri Parenti
- 2008 : Une histoire italienne (Sangue pazzo) de Marco Tullio Giordana - Film et minisérie télé
- 2010 : La nostra vita de Daniele Luchetti
- 2010 : Il figlio più piccolo de Pupi Avati
- 2010 : Frères d'Italie (Noi credevamo) de Mario Martone
- 2012 : Astérix et Obélix : Au service de Sa Majesté de Laurent Tirard
- 2014 : Les Vacances du petit Nicolas de Laurent Tirard
- 2014 : Perez. d'Edoardo De Angelis
- 2018 : Comme des garçons de Julien Hallard
- 2018 : Frères de sang (La terra dell'abbastanza) des frères D'Innocenzo
- 2020 : L'Incroyable histoire de l'Île de la Rose (L'incredibile storia dell'Isola delle Rose) de Sydney Sibilia

### Télévision
- 1990 : Il giudece istruttore, réalisé par Florestano Vancini et Gianluigi Calderone
- 1991 : Una questione privata, réalisé par Alberto Negrin
- 1993 : Il giovane Mussolini, réalisé par Gianluigi Calderone
- 1993 : L'ombra della sera, réalisé par Cinzia TH Torrini
- 1997 : La Piovra 8, réalisé par Giacomo Battiato
- 1998 : Kidnapping-La sfida, réalisé par Cinzia TH Torrini
- 1999-2013 : Commissaire Montalbano (Il Commissario Montalbano), réalisé par Alberto Sironi - 26 téléfilms. Puis de 2016 à 2021.
  - 1999 : Le Voleur de goûter (Il ladro di merendine) - La Voix du violon (La voce del violino)
  - 2000 : La Forme de l'eau (La forma dell'acqua] - Le Chien de faïence (Il cane di terracotta)
  - 2001 : L'Excursion à Tindari (La gita a Tindari) - La Mort de l'artiste (Tocco d'artista)
  - 2002 : Le Sens du toucher (Il senso del tatto) - La Démission de Montalbano Gli arancini de Montalbano - L'Odeur de la nuit (L'odore della notte) - Le Chat et le Chardonneret (Gatto e cardellino)
  - 2005 : Le Tour de la bouée (Il giro di boa) - Sang pour sang (Par condicio)
  - 2006 : La Patience de l'araignée (La pazienza del ragno) - Le Jeu du bonneteau (Il gioco delle tre carte)
  - 2008 : Un été ardent (La vampa d'agosto) - Les Ailes du sphinx (Le ali della sfinge) - La Piste de sable (La pista de sabbia) - La Lune de papier (La luna de carta)
  - 2011 : Le Champ du potier (Il campo del vasaio) - La Danse de la mouette (La danza del gabbiano) - La Chasse au trésor (La caccia al tesoro) - L'Âge du doute (L'età del dubbio)
  - 2013 : Le Sourire d'Angelica (Il sorriso di Angelica) - Jeux de miroirs (Il gioco degli specchi) - Une voix dans la nuit (Una voce di notte) - Un éclat de lumière (Una lama di luce)
  - 2016 : Une affaire délicate (Una faccenda delicata) - La Pyramide de boue (Piramide di fango)
  - 2017 : Un nid de vipères (Un covo di vipere) - Come voleva la prassi
  - 2018 : La giostra degli scambi - Amore
- 1999 : Operazione Odessea, réalisé par Claudio Fragasso
- 1999 : Jésus, réalisé par Roger Young
- 2002 : Perlasca, un eroe italiano, réalisé par Alberto Negrin
- 2002 : Incompreso, réalisé par Enrico Oldoini
- 2003 : Doppio agguato, réalisé par Renato De Maria
- 2005 : Cefalonia, réalisé par Riccardo Milani
- il RE (serie televisiva) (2022)

## Distinctions

### Décoration
- Chevalier de l'ordre du Mérite de la République italienne (2003)[1]

### Récompenses
- 2005 :
  - David di Donatello du meilleur acteur pour Alla luce del sole.
  - Karlovy Vary Best Actor Award pour Alla luce del sole.
- 2008 : Middle East International Film Festival Black Pearl du meilleur acteur pour Sanguepazzo.
- 2010 : Nastro d'Argento pour  Il figlio più piccolo et La nostra vita[2].